# Chiesa di San Clemente (Grezzana)
La chiesa di San Clemente è la parrocchiale di Alcenago, frazione del comune di Grezzana in provincia e diocesi di Verona; fa parte del Vicariato della Valpantena-Lessinia, precisamente dell'Unità Pastorale Valpantena.

## Storia
La chiesa fu edificata nel 1043 come cappella della pieve di Grezzana durante l’episcopato del Vescovo di Verona Walterio (o Gualtiero), come ricordato da un’epigrafe murata sopra l’ingresso laterale.
Nel 1460 vi fu la visita pastorale del Vescovo suffraganeo Matteo Canato, Vescovo titolare di Tripoli, per conto dell’Ordinario del luogo Ermolao Barbaro mentre il rettore della chiesa era Fratel Nicola dell’Ordine di San Basilio. In quell’occasione i fedeli domandarono di poter avere il fonte battesimale, cioè rendersi indipendenti dalla pieve di Grezzana. Il Vescovo diede il suo assenso a patto che fosse costruito un luogo adatto dove conservare il Corpo di Cristo.
La richiesta fu accolta visto che tra il 1460 e il 1482 la chiesa fu ampliata, dotandola di fonte battesimale (diventando, di conseguenza, sede parrocchiale). Il luogo di culto e l’altare maggiore furono consacrati nel 1482 dal Vescovo Michele Cattaneo, Arcivescovo di Durazzo e suffraganeo dell’Ordinario del luogo, il futuro Cardinale Giovanni Michiel.
Nel 1524 la chiesa fu ulteriormente ampliata, visto l’accresciuto numero dei fedeli, si aprì un nuovo ingresso e venne costruito il campanile. Nel 1612 un incendio bruciò l’archivio parrocchiale.
Agli inizi del XVIII secolo la chiesa aveva quattro altari: l’altare maggiore, quello della Madonna del Rosario, quello dedicato a San Carlo Borromeo e quello del Crocifisso, voluto e finanziato dal parroco don Matteo Farinati il 12 marzo 1702 sul posto dove prima si trovava il fonte battesimale, sistemato in un’altra piccola cappella.
Il 6 agosto 1735 giunse ad Alcenago il Vescovo di Verona Giovanni Bragadin (o Bragadino), il quale accolse la richiesta dei parrocchiani di erige un altro altare di fronte a quello del Crocifisso. Fu dedicato a Sant'Anna e venne terminato dopo il 1757.
Nel XIX secolo prima si ampliò nuovamente l’edificio con la costruzione di un nuovo coro (1824). Nel 1875 un incendio danneggiò arredi, mobili e qualche quadro, cosa che portò il parroco don Giuseppe Ravignani a risistemare l’interno della chiesa con la costruzione della nuova sacrestia e la trasformazione della vecchia in cappella dedicata a San Francesco d’Assisi, nonché a ristrutturare la facciata.
Nel XXI secolo vi sono stati vari interventi di restauro: la facciata nel 2004, mentre tra il 2017 e il 2018, a cura dell’architetto Roberto Facincani, vi è stato il consolidamento statico delle strutture murarie. Sempre al 2018 risale il restauro delle pitture presenti nel presbiterio e nel catino absidale per opera delle restauratrici Francesca Mariotto e Adele Trazzi.

## Descrizione

### Esterno
La facciata a capanna, rivolta ad occidente, è in stile neoclassico, con due lesene di ordine tuscanico che reggono la trabeazione, con fregio a triglifi, e poggianti su alte zoccolature. Al centro il portale d’ingresso rettangolare, preceduto dalla scalinata e sormontato da un timpano triangolare. Più in alto, al centro della facciata, un cartiglio.
La facciata è chiusa da un timpano al cui centro è presente un oculo con fiore a otto petali. Sul vertice sommitale vi è una croce in ferro, mentre due urne acroteriali si trovano sui vertici laterali

### Interno
La chiesa presenta un’unica aula coperta da una volta a botte con quattro unghie laterali, due per lato, decorate con pitture realizzate da Pietro Negrini, che lavorò qui tra il 1933 e il 1937.
 
Il pavimento, come quello dell’abside, è costituito da lastroni rettangolari di pietra calcarea bianco-rosata posti a corsi diagonali in corrispondenza della fascia centrale longitudinale dell’aula. Due finestre rettangolari per lato introducono la luce naturale.
Le pareti della navata presentano delle lesene su cui si imposta un’alta trabeazione con fregio con scritte dorate prese dal Vangelo di Giovanni (Ego sum pastor ovium ego sum via veritas et vita e Et cognosco oves mea et cognoscunt me mea) che si sviluppa per il perimetro interno dell’edificio. 
In controfacciata vi è una cantoria pensile con un organo all’interno di una cornice lignea ad imitazione lapidea con al centro il quadro della protettrice dei musicisti, Santa Cecilia.
Lungo le pareti dell’aula si aprono, introdotte da archi a tutto sesto due cappelle laterali per lato e prospicienti fra loro, contenenti altari settecenteschi in marmi policromi. Sul lato nord si trovano gli altari del Crocifisso e della Madonna, mentre sul lato sud quelli dell’Addolorata e del Sacro Cuore di Gesù. Sempre sul fianco nord vi è la piccola cappella che ospita il fonte battesimale.
Il presbiterio, a pianta quadrangolare, è rialzato di tre gradini in marmo rosso Verona ed è leggermente meno ampio rispetto alla navata. È sovrastato da una cupola, retta da quattro semipilastri, con raffigurazione della volta celeste, con angeli rivolti verso l’Agnello mistico, posto al centro. Sui pennacchi sono raffigurati i simboli dei Quattro Evangelisti. Tutto questo fu realizzato da già citato pittore Negrini.

Il pavimento del presbiterio è in piastrelle di cemento quadrate e decorate con un disegno geometrico policromo, bianco, rosso e nero, circondato da una cornice perimetrale. La luce naturale entra grazie alla finestra semicircolare presente sulla parete meridionale.

L’altare maggiore è settecentesco ed è collocato al centro del presbiterio.
Il presbiterio è chiuso da un’abside a base semicircolare. Sul catino absidale, suddiviso da tre fasce dipinte, vi è al centro il Buon Pastore, mentre negli spazi laterali delle pecore, sempre opera del Negrini. Due finestre rettangolari contribuiscono ad introdurre la luce esterna nell’edificio.

Al centro dell’abside vi è un quadro di Felice Brusasorzi raffigurante San Clemente, il titolare della chiesa, insieme ad un santo vescovo che nel XVIII secolo fu riconosciuto come San Martino di Tours. Sul piviale del Santo Pontefice è raffigurata l’Annunciazione, mentre su quello del Santo vescovo vi sono la Beata Vergine Maria, i Santi Pietro e Paolo e Santa Caterina d'Alessandria.
Un’altra tela pregiata fu segnalata per la prima volta nel 1939 da Edoardo Arslan ed è collocata oggi nel locale antistante la sacrestia. Restaurata nel 1974, fu attribuita a Marcantonio Bassetti e raffigura San Carlo Borromeo e altri tre Santi, nel Settecento riconosciuti come San Valente, Vescovo di Verona, San Pantaleone e San Pancrazio. All’epoca, però la tela era attribuita al Cavalier Coppa, soprannome del pittore veronese Antonio Giarola. Va detto che effettivamente l’altare di San Carlo era prima dedicato a San Pantaleone, venerato il 27 luglio, giorno in cui si celebrava la consacrazione della chiesa (poi spostata nel 1767 alla prima domenica dopo la festa di Sant’Anna).
Sul lato meridionale del presbiterio si trovano la cappella feriale e la sacrestia.
In canonica vi è un’altra tela, raffigurante San Francesco d’Assisi, forse settecentesca.

## Campanile e campane
Il campanile, addossato alla parete nord del presbiterio, è a pianta quadrangolare e con fusto in pietre a vista di dimensioni diverse l’una dall’altra. Sul lato ovest è collocato l’orologio.
La cella campanaria presenta una monofora con arco a tutto sesto per lato. Su un basso tamburo ottagonale si erge una copertura a cipolla in rame. Una croce metallica svetta su di essa.
Il concerto campanario presente oggi sulla torre è composto da 5 campane in MI3 montate alla veronese. Questi i dati del concerto:
1. MI3 – diametro 1069 mm - peso 652 kg - Fusa nel 1843 da Cavadini di Verona
2. FA#3 – diametro 953 mm - peso 458 kg - Fusa nel 1843 da Cavadini di Verona
3. SOL#3 – diametro 856 mm – peso 357 kg - Fusa nel 1947 da Cavadini di Verona
4. LA3 – diametro 801 mm - peso 275 kg - Fusa nel 1843 da Cavadini di Verona
5. SI3 – diametro 712 mm - peso 185 kg - Fusa nel 1843 da Cavadini di Verona[7].

Come ricorda il suonatore di campane Pietro Sancassani nel 1835, quando sarebbe stato realizzato il campanile attuale, furono collocate cinque campane in FA3 del fonditore Selegari.